# Brezovac Dobroselski
Brezovac Dobroselski falu Horvátországban, Lika-Zengg megyében. Közigazgatásilag Donji Lapachoz tartozik.

## Fekvése
Korenicától légvonalban 44 km-re, közúton 56 km-re délkeletre, községközpontjától légvonalban 13 km-re, közúton 18 km-re délkeletre, Lika keleti részén, a Plješivica-hegység területén, a bosnyák határ közelében fekszik.

## Története
Lakosságát csak 1890-óta számlálják önállóan, akkor 127 lakosa volt, 1900-ig a korábbi Brezovac Bruvanjski településrésze volt. Lika-Korbava vármegye Donji Lapaci járásához tartozott. 1910-ben 146 lakosa volt. A trianoni békeszerződést követően előbb a Szerb-Horvát-Szlovén Királyság, majd Jugoszlávia része lett. Csak 1948-óta számít önálló településnek. 1991-ben lakosságának 98 százaléka szerb nemzetiségű volt. Lakossága 1995 augusztusában nagyrészt elmenekült a horvát hadsereg támadása elől. A falunak 2011-ben mindössze 12 lakosa volt.

## Lakosság
| Lakosság változása | Lakosság változása | Lakosság változása | Lakosság változása | Lakosság változása | Lakosság változása | Lakosság változása | Lakosság változása | Lakosság változása | Lakosság változása | Lakosság változása | Lakosság változása | Lakosság változása | Lakosság változása | Lakosság változása | Lakosság változása |
| ------------------ | ------------------ | ------------------ | ------------------ | ------------------ | ------------------ | ------------------ | ------------------ | ------------------ | ------------------ | ------------------ | ------------------ | ------------------ | ------------------ | ------------------ | ------------------ |
| 1857               | 1869               | 1880               | 1890               | 1900               | 1910               | 1921               | 1931               | 1948               | 1953               | 1961               | 1971               | 1981               | 1991               | 2001               | 2011               |
| 0                  | 0                  | 0                  | 127                | 131                | 146                | 164                | 155                | 216                | 228                | 350                | 203                | 132                | 101                | 3                  | 12                 |